# Isthmian League Division One South East
Isthmian League Division One South East är en av tre divisioner som ligger längst ned i den engelska fotbollsligan Isthmian League. De andra två divisionerna i ligan på samma nivå heter Isthmian League Division One South Central och Isthmian League Division One North.
Divisionen skapades inför 2018/19 års säsong då den tidigare Isthmian League Division One South delades upp i två.
Divisionen ligger på nivå åtta i Englands ligasystem för fotboll. Uppflyttning sker i första hand till Isthmian League Premier Division och nedflyttning till olika lokala ligor.